# Esther Afua Ocloo

Esther Afua Ocloo auf einem Foto unbekannten Datums

Esther Afua Ocloo (* 18. April 1919 in Peki Dzake, Britisch-Togoland; † 8. Februar 2002 in Accra, Ghana) war eine ghanaische Unternehmerin, Ernährungswissenschaftlerin und Pionierin des Mikrokredits. Sie wurde 1990 als erste Frau mit dem „Großen Afrikapreis“ und 1993 mit dem Gottlieb-Duttweiler-Preis des Gottlieb Duttweiler Instituts ausgezeichnet.

## Leben
Afua Nkulenu wurde in der Region Volta als Tochter des Schmieds George Nkulenu und seiner Frau Georgina, einer Töpferin und Bäuerin, geboren. Beide Eltern waren Analphabeten und gehörten dem Volk der Ewe an. Ihre Großmutter ermöglichte ihr den Besuch einer presbyterianischen Grundschule. Danach konnte das Mädchen ein Internat besuchen. Jede Woche brachte sie Lebensmittel von zu Hause mit, die sie selbst zubereitete, da sie sich das Schulessen nicht leisten konnte. Danach erhielt Nkulenu ein Stipendium für die bekannte Achimota School. Nach fünf Jahren erhielt sie dort 1941 das Cambridge School Certificate, war aber dann arbeitslos.
Nkulenu eröffnete 1942 als erste Person an der Goldküste ein kleines Unternehmen für die Herstellung von  Orangenkonfitüre. Für die Presse war es ein Skandal, dass die Absolventin einer Eliteschule im Straßenhandel Marmelade verkaufte. Durch diese Veröffentlichung erhielt sie jedoch auch Aufträge der Schule und des Militärs, der Royal West African Frontier Force. Unterstützt von der Schule und mit eigenen Mitteln konnte sie von 1949 bis 1951 in England studieren. Als erste Person afrikanischer Herkunft erhielt Nkulenu ein Diplom vom Good Housekeeping Institut in London. Anschließend besuchte sie einen Postgraduate-Kurs an der Universität Bristol und wurde promoviert. Nach ihrer Rückkehr nach Ghana heiratete sie und gründete eine Familie mit vier Kindern.
Ocloo erweiterte ihre Fabrik Nkulenu Industries Ltd. um weitere einheimische Erzeugnisse und füllte beispielsweise Palmnusscreme und Fruchtsäfte ab. 1958 gründete sie eine Herstellervereinigung und war an der Organisation der ersten Ausstellung von Produkten „Made in Ghana“ beteiligt. Sie war von 1959 bis 1961 erste Präsidentin der späteren Federation of Ghana Industries. Als erste Frau wurde Ocloo 1964 zum Executive Chairman des National Food and Nutrition Board von Ghana ernannt. Mitte der 1960er Jahre stieg sie auch in das Geschäft mit Batikstoffen ein.
Seit den 1970er Jahren versuchte Ocloo ihr Wissen auf nationaler und internationaler Ebene weiterzugeben, um Frauen wirtschaftlich zu stärken und Hilfe zur Selbsthilfe zu fördern. In Workshops wurden Frauen geschult, wie sie ihre Produkte verarbeiten konnten, um sie gegen Hitze und Ungeziefer zu schützen. In Afrika verdarben etwa 30 Prozent der Lebensmittel, wegen fehlender Konservierung oder fehlender Transportmittel. Von 1976 bis 1986 war sie Beraterin der Regierung Ghanas in verschiedenen Positionen. 1975 beriet sie die Erste Weltfrauenkonferenz der Vereinten Nationen in Mexiko.
Eine weitere Aufgabe war die Unterstützung von Frauen und durch Mikrokredite, um diese zur Gründung zu kleinen Unternehmen anzuregen, die die Familien dauerhaft ernähren. So wurde sie zur Gründerin der Frauenweltbank und zur ersten Vorstandsvorsitzenden von 1979 bis 1985. 1990 erhielt sie gemeinsam mit Olusegun Obasanjo dem späteren Präsidenten von Nigeria den „Großen Afrikapreis“, der als Nobelpreis von Afrika gilt. Mit dem Preisgeld von 50.000 Dollar gründete sie die Sustainable End of Hunger Foundation (Sehuf), die Nahrungsmittelspezialisten in Ghana ausbildet. Diese fahren dann mit Schulungsbussen von Dorf zu Dorf und unterrichten Frauen in der Lebensmittelkonservierung. 1990 gründete sie eine Musterfarm für biologischen Getreide- und Gemüseanbau.
Für ihren unermüdlichen Kampf gegen den Hunger und für Frauenförderung erhielt Ocloo im November 1993 den Gottlieb-Duttweiler-Preis des gleichnamigen Instituts. Die Laudatio hielt der Unternehmer und Philanthrop Stephan Schmidheiny. Das Preisgeld floss in ihre Projekte, die Sehuf und in Aus- und Weiterbildungsprojekte.
Ocloo gehörte zwölf Jahre der Synode der Evangelical Presbyterian Church Ghana an. Bei dieser Kirche gründete sie die Gemeinde von Accra-Madina und Frauengruppen, die sogenannten Bibelklassen (Bible Class), die sich jedoch auch mit Fragen des Haushalts befassten.
Esther Afua Ocloo starb im Februar 2002 an Lungenentzündung. Sie erhielt ein Staatsbegräbnis und wurde an ihrem Heimatort begraben. Zu ihrem 98. Geburtstag widmete Google ihr einen Doodle.